# 1998年冬季残疾人奥林匹克运动会意大利代表团
1998年冬季残疾人奥林匹克运动会意大利代表团是意大利派出的1998年冬季残疾人奥林匹克运动会代表团。获得3枚金牌、4枚银牌和3枚铜牌。